# Black Butterfly
Black Butterfly – czwarty album studyjny amerykańskiego zespołu muzycznego Buckcherry. Wydawnictwo ukazało się 16 września 2008 roku nakładem wytwórni muzycznych Eleven Seven Music i Atlantic Records.
Album dotarł do 8. miejsca listy Billboard 200 w Stanach Zjednoczonych sprzedając się w nakładzie 47 tys. egzemplarzy w przeciągu tygodnia od dnia premiery.

## Lista utworów
Opracowano na podstawie materiału źródłowego.
| Nr  | Tytuł utworu          | Autorzy                                                | Długość |
| --- | --------------------- | ------------------------------------------------------ | ------- |
| 1.  | „Rescue Me”           | Josh Todd, Keith Nelson, James Ashhurst, Steve Dacanay | 3:13    |
| 2.  | „Tired Of You”        | Todd, Nelson, Marti Frederiksen, Dacanay               | 3:08    |
| 3.  | „Too Drunk...”        | Todd, Nelson, Dacanay                                  | 4:02    |
| 4.  | „Dreams”              | Todd, Nelson, Ashhurst                                 | 3:52    |
| 5.  | „Talk To Me”          | Todd, Nelson, Frederiksen                              | 3:28    |
| 6.  | „A Child Called "It"” | Todd, Nelson                                           | 2:55    |
| 7.  | „Don't Go Away”       | Todd, Nelson, Frederiksen                              | 3:49    |
| 8.  | „Fallout”             | Todd, Nelson                                           | 3:36    |
| 9.  | „Rose”                | Todd, Nelson, Frederiksen                              | 3:54    |
| 10. | „All Of Me”           | Todd, Nelson                                           | 3:46    |
| 11. | „Imminent Bail Out”   | Todd, Nelson                                           | 3:12    |
| 12. | „Cream”               | Todd, Nelson, Ashhurst                                 | 3:34    |
|     |                       |                                                        | 42:29   |

## Twórcy
Opracowano na podstawie materiału źródłowego. 

- Josh Todd - wokal prowadzący
- Jimmy Ashhurst - gitara basowa, mandolina, wokal wspierający
- Stevie D. - gitara elektryczna, wokal wspierający
- Keith Nelson - produkcja muzyczna, miksowanie, gitara elektryczna, gitara akustyczna, gitara barytonowa, wokal wspierający
- Xavier Muriel - perkusja, instrumenty perkusyjne, wokal wspierający
- Marti Frederiksen - produkcja muzyczna, miksowanie
- John Nicholson - obsługa techniczna perkusji
- Jun Murakawa - inżynieria dźwięku
- John Lousteau, Jeremy Underwood - asystent inżyniera dźwięku
- Dave Collins - mastering
- Anthony Focx - miksowanie
- James Minchin III, Andrew Zach - zdjęcia
- David J. Harrigan III, Mark Obriski - design

## Listy sprzedaży
| Lista                           | Kraj              | Pozycja | Status      |
| ------------------------------- | ----------------- | ------- | ----------- |
| Billboard 200                   | Stany Zjednoczone | 8       | —           |
| Billboard Canadian Albums Chart | Kanada            | 6       | złota płyta |
| Oricon                          | Japonia           | 20      | —           |